# Poikilospermum tonkinense
Poikilospermum tonkinense là loài thực vật có hoa trong họ Tầm ma. Loài này được (Drake) Merr. miêu tả khoa học đầu tiên năm 1934.